# 枕頭大戰 (日本)
枕頭大戰（日语：／ Makuranage）是一款多人遊戲，當中參與者需要互相丟擲枕頭，必要條件是「多名參與者、足够的枕头、寬廣的空間」。此外，人們也會以分組形式進行枕頭大戰。日本很多學生會在參與修學旅行等活動時，在外面跟同學一起住宿幾天。於是他們便可能在盡量不讓老師察覺的情況下玩起枕頭大戰。其異於將枕頭直接煽在他人身上的枕頭戰。

## 歷史
目前，人們對於枕頭大戰的歷史知之甚少。很多日語詞典都不會包含「枕頭大戰」的字義解釋。同樣，文獻上也沒有記錄首次枕頭大戰於何時發生。
互相投擲物件的習俗自古便有之。早在中世紀便有在祭禮或特別日子互相投擲小石的記錄。人們亦會在一揆等群眾運動中向人或住所擲石。「鬥石」為將人分成兩組，然後以石頭互擲的遊戲。此外當時亦有互投雪球的遊戲（打雪仗）。
江户时代初期的扎扣枕头構造跟現代的相近。江户时代中期的扎扣枕头很多都會紥髷。到了明治、大正時代，則流行以木箱當枕（箱枕）、把木材加工成枕頭（撥枕）、陶製枕頭（陶枕）。
人們開始玩起枕頭大戰的確切時間尚是不明。不過，根據太平洋战争中一位倖存者的說法，當時還是學生的他在避難船內「跟其他學生一起玩起枕頭大戰」。醒泉國民學校（京都市下京區）的1943年畢業生亦表示，自己在當時玩過枕頭大戰。
西鐵觀光巴士（福冈县）在2004年為團塊世代安排了將修學旅行的情景重現的計劃。他們在當中最想重現的就是於旅館進行的枕頭大戰。此外，石川縣的溫泉旅館於2010年開始為校友聚會提供進行枕頭大戰的專用枕頭。於1950年代至1970年代期間參與修學旅行的人很多都會回想起當時有進行過枕頭大戰。

## 比賽
大規模的枕頭大戰活動一般會自設規則。比如在2001年於有馬溫泉、湯原溫泉、宮濱溫泉輪流舉辦的「温泉旅馆枕頭大戰世界赛」（温泉旅館まくら投げ世界選手権）當中，便有要人像投擲鉛球般投擲枕頭的比賽項目——此舉可能使之異於一般的枕頭大戰。
此外，美国纽约和旧金山亦有稱為「枕頭戰」的大型活動，但當中參與者需將枕頭直接煽在他人身上，使之異於日本的枕頭大戰。

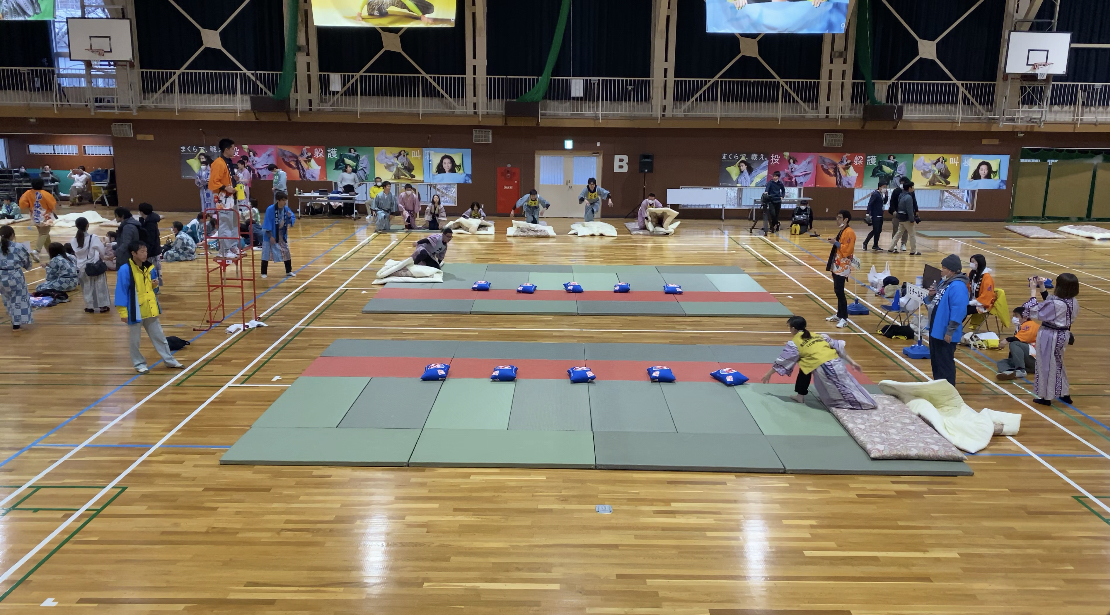
按照枕頭大戰的傳統設定規則的「全日本枕頭大戰」

2013年，靜岡县伊東溫泉開辦了「全日本枕頭大戰in伊東溫泉」（全日本まくら投げ大会ｉｎ伊東温泉）枕頭大戰比賽。它為現場的枕頭大戰設下了一套類近於複式躲避球的比賽規則——比賽雙方各有8人、比賽場地的大小為40塊榻榻米、參與者須身穿温泉浴衣，並使用由主辦方提供的乳膠枕頭。比賽者可分為四個角色——隊長、攻击手、自由人、支援。參與者可用被褥保護自己或隊友。一旦隊長被打中，整個隊伍即當場落敗。如果參賽者大喊「老師要來了」，整個比賽即會停止10秒，以讓人從對面回收枕頭。

## 引用
1. ↑  《三省堂国语辞典》第6版（2008年）首次收錄了「枕頭大戰」一詞。此前並沒有日語詞典收錄之。
2. ↑  
  - 網野善彦. .  . 平凡社. 1986: pp.124–157. ISBN 4-582-28454-X.
  -  . 民衆史研究. 1982.
3. ↑  . コトバンク.   [2012-03-02]. （原始内容存档于2013-07-16）.
4. ↑  Savemation 2003年1月号、P.2
5. ↑  . 三重県立博物館. 2011-02-24  [2012-03-02]. （原始内容存档于2012-05-21）.
6. ↑  . 日本放送協会.   [2012-05-23]. （原始内容存档于2015-05-30）.
7. 1 2  . 京都新聞. 2015-04-18  [2015-05-07]. （原始内容存档于2015-07-24）.
8. ↑  『読売新聞』西部夕刊 2004年1月22日付「懐かしの修学旅行再現 ガイドは濃紺・白襟 食事はカレー・給食／西鉄観光バス」
9. ↑  . 金沢経済新聞. 2010-08-31  [2012-03-03]. （原始内容存档于2015-10-21）.
10. 1 2  . ウェブサイト.   [2021-05-02]. （原始内容存档于2006-04-13）.
11. ↑  . （原始内容存档于2020-09-29）.
12. ↑  . 広島経済新聞. 2014-08-28  [2021-05-02]. （原始内容存档于2021-01-24）.
13. ↑  . エキサイトニュース. 2006-02-21  [2021-05-02]. （原始内容存档于2019-07-15）.
14. ↑  . AFPBB News. 2009-03-11  [2021-05-02]. （原始内容存档于2021-05-04）.
15. ↑  .   [2021-05-02]. （原始内容存档于2021-10-27）.